# Deák Gábor (táblabíró)

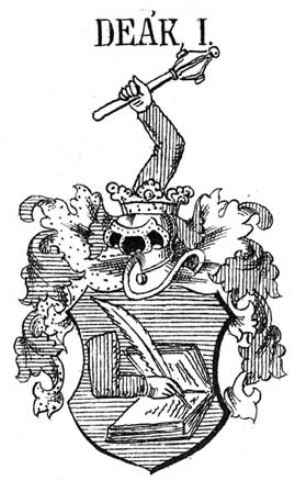
A kehidai Deák család címere (rajz)

Kehidai Deák Gábor (Zsitkóc, Zala vármegye, 1730 körül – Tárnok, Zala vármegye, 1788. július 1.) Zala vármegye táblabírája.

## Élete
A Zala vármegyei nemesi kehidai Deák család sarja. Édesapja nemes Deák Péter († 1752), zalai főszolgabíró, édesanyja Zajgár Anna volt. Deák Gábor nagyapja, idősebb Deák Péter, zsitkóci birtokos 1665. december 22-én szerzett nemességet. Édesapja Gaiger Zsuzsannával kötött második házasságából négy gyermek született: Deák László (1744–1783) Zala vármegyei számvevő, Deák Anna (* 1747), Deák Ferenc (* 1751) és Deák Franciska.
Deák Gábor főleg felesége örökségének köszönhetően az egyik legtehetősebb köznemesi földesúr volt Zalában a Mária Terézia-féle úrbérrendezés korában: 8 úrbéri birtokkal rendelkezett, amely összesen 772 úrbéri holdat jelentett. Ezeken 78 jobbágya és 57 zsellére lakott. A legnagyobb úrbéri birtoka Tárnok volt, amelynek 275 úrbéri holdja volt, míg a második legnagyobb Kehida volt, amely 260 úrbéri holdból állt.
Deák Gábor és Hertelendy Anna házassága rövidnek és sikertelennek bizonyult. Hertelendy Anna 1768-ban a veszprémi püspökség Szentszékén válópert indított, majd férje és gyermekei elhagyták Kehidát, és Zalatárnokra vonultak vissza. Hertelendy Anna, a kor híres szépsége és igen művelt asszony volt, ám botrányos magánéletet vitt, és a válás után még gyermekeivel is alig tartotta a kapcsolatot. A költekező asszony adósságokat hagyott férjének és gyermekeinek. A válófelek 1768. november 26-án Kehidán egyeztek meg a javak megosztásáról, Hertelendy György főszolgabíró és forintosházi Forintos Gábor (1723–1782), Zala vármegye alispánja előtt. A kehidai, kustányi, koppányi, orbányosfai, forintosházi, nemesapáti, és benkeházi jószágok Hertelendy Anna tulajdonába kerültek. Deák Gáboré lett a söjtöri, tófeji, hahóti javak a muraközi szőlővel és a koppányi malommal együtt. Deák Gábor beleegyezett, hogy a tárnoki birtokért cserébe az ő részéhez tartozó jószágokat átadja az asszonynak, akinek 11.226 forintot is fizetett.
Deák Gábor 1788. július 1-jén Tárnokon hunyt el.

## Házassága és gyermekei
Deák Gábor 1757. augusztus 28-án Kehidán feleségül vette a hertelendi és vindornyalaki Hertelendy családból való hertelendi és vindornyalaki Hertelendy Anna (*Bucsu, Vas vármegye, 1743. szeptember 9. –†Kehida, Zala vármegye, 1803. október 3.) kisasszonyt, hertelendi és vindornyalaki Hertelendy Gábor (1713–1757), zalai alispán, kehidai földbirtokos, és petőfalvi Uzovics Judit lányát és egyetlen örökösét. Az apai nagyszülei hertelendi és vindornyalaki Hertelendy Gáspár, földbirtokos és sági Sághy Krisztina voltak. Az anyai nagyszülei petőfalvi Uzovics János, földbirtokos, és niczki Niczky Krisztina voltak. Hertelendy Annának az apai nagyapai dédanyja az ősrégi zalai szenterzsébeti Terjék családból való hertelendi és vindornyalaki Hertelendy Ambrusné szenterzsébeti Terjék Mária volt. Az esküvői tanúk Herteleny Zsigmond és kisbarnaki Farkas Gábor földbirtokosok voltak. Deák Gábor és Hertelendy Anna házasságából született:
- Deák János Gábor (*Kehida, 1758. november 5.–†Kehida, 1760. augusztus 7.)[8][9]
- Deák Ferenc (*Kehida, 1761. június 15. –†Kehida, 1808. január 25.), Zala vármegye táblabírája, zalai főszolgabíró, földbirtokos. Felesége, szarvaskendi és óvári Sibrik Erzsébet (*Csécsény, 1768. március 25. –†Söjtör, 1803. október 17.).[10][11]
- Deák Gábor Károly János (*Kehida, 1762. augusztus 14.–†Kehida, 1763. április 12.)[12][13]
- Deák József (*Kehida, 1764. október 15.–†Tárnok, 1831. március 11.) Zala vármegye táblabírája, földbirtokos, katona (főhadnagy) és királyi testőr.[14] Felesége, István Katalin (*1780–†Zalaegerszeg, 1850. január 25.)
- Deák Terézia Judit (*Kehida, 1766. június 18.–†Kehida, 1768. május 5.)[15][16]
- Deák Krisztina Anna (*Kehida, 1768. május 17.–†?)[17]